# Мурака
Му́рака (ест. Muraka küla) — село в Естонії, у волості Торі повіту Пярнумаа.

## Населення
Чисельність населення на 31 грудня 2011 року становила 83 особи.

## Географія
Село Мурака розташоване на правому березі річки Пярну (Pärnu jõgi).
Через село проходить автошлях 272 (Торі — Массу).

## Історичні пам'ятки

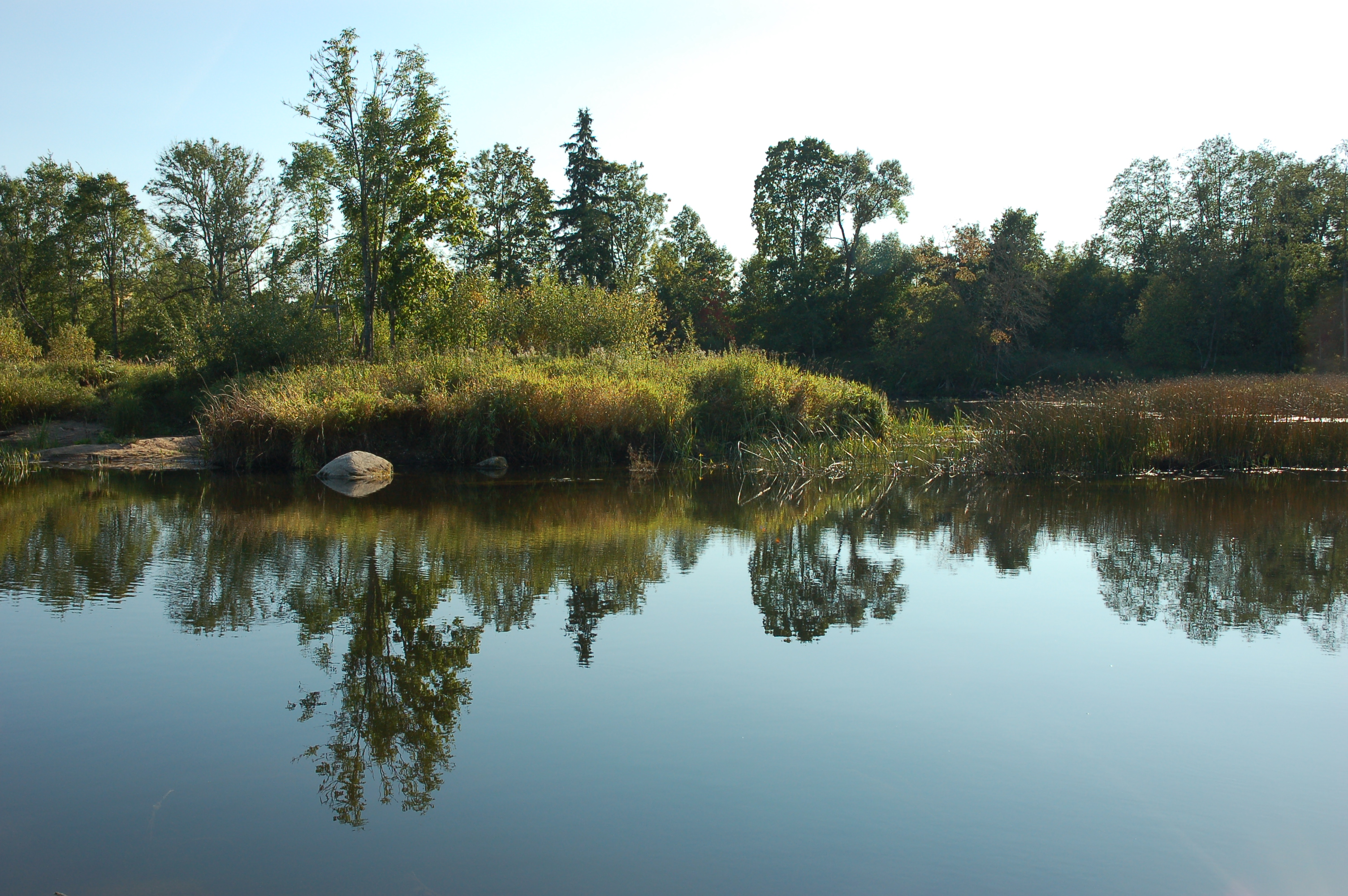
Священний острів (hiiesaar)

На південній околиці села на одному з островів річки Пярну знайдено дохристиянське сакральне місце (Muraka hiiesaar). Як археологічна пам'ятка це місце занесене в 1998 році до реєстру культурної спадщини Естонії.